# Ransonia mahasoana
Ransonia mahasoana är en spindelart som beskrevs av Patrick Blandin 1979. Ransonia mahasoana ingår i släktet Ransonia och familjen vårdnätsspindlar.
Artens utbredningsområde är Madagaskar. Inga underarter finns listade i Catalogue of Life.